# Sharon Gal

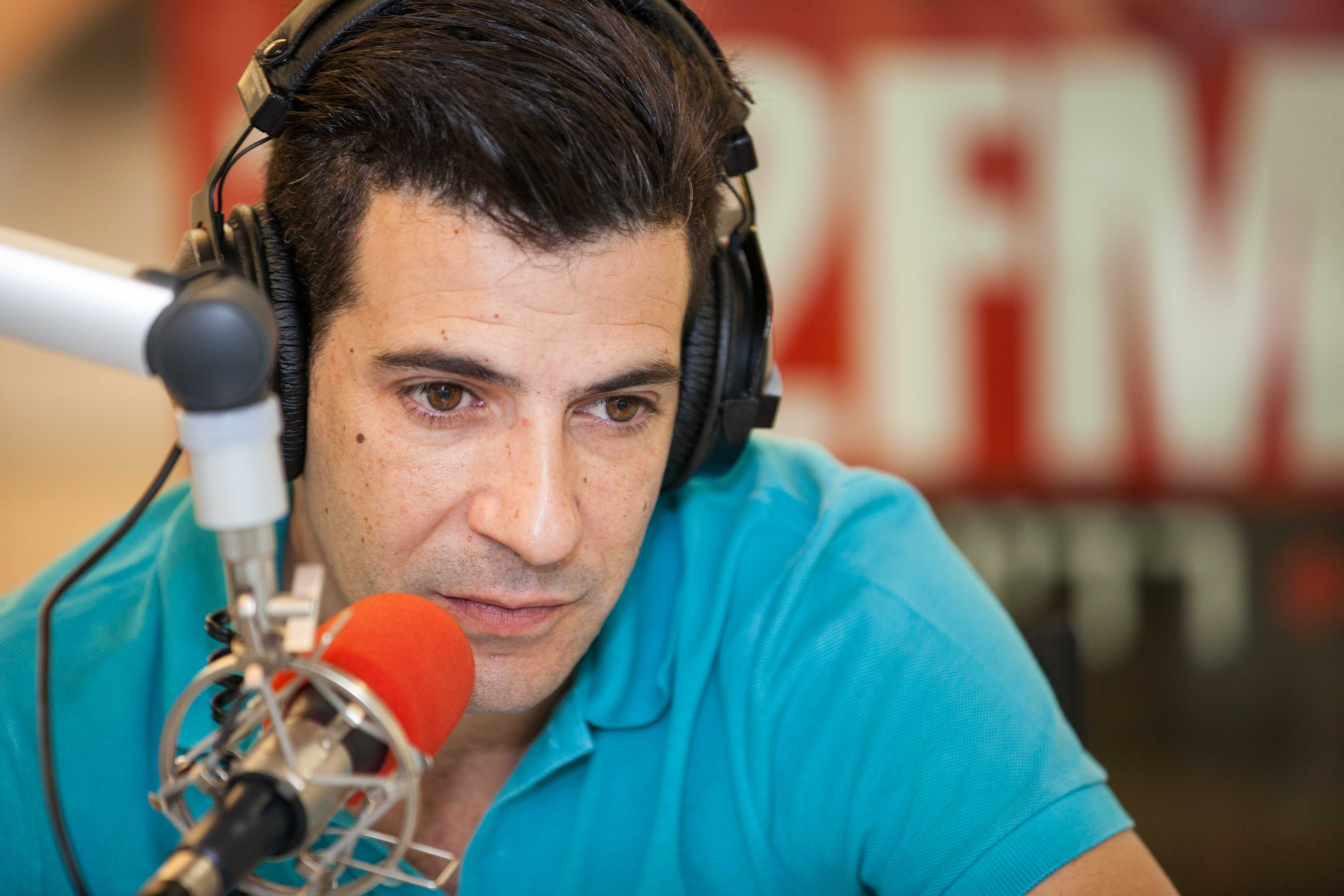
Sharon Gal

Sharon Gal (hebräisch שרון גל‎, * 13. August 1974 in Tirat Carmel) ist ein israelischer Politiker der Jisra’el Beitenu und Journalist.

## Leben
Gal war als Fernsehjournalist in der Fernsehsendung Wirtschaftsnacht auf dem Israelischen Fernsehsender Kanal 10 tätig. Seit 2015 ist Gal Abgeordneter in der Knesset.